# لادا (ایزدبانو)

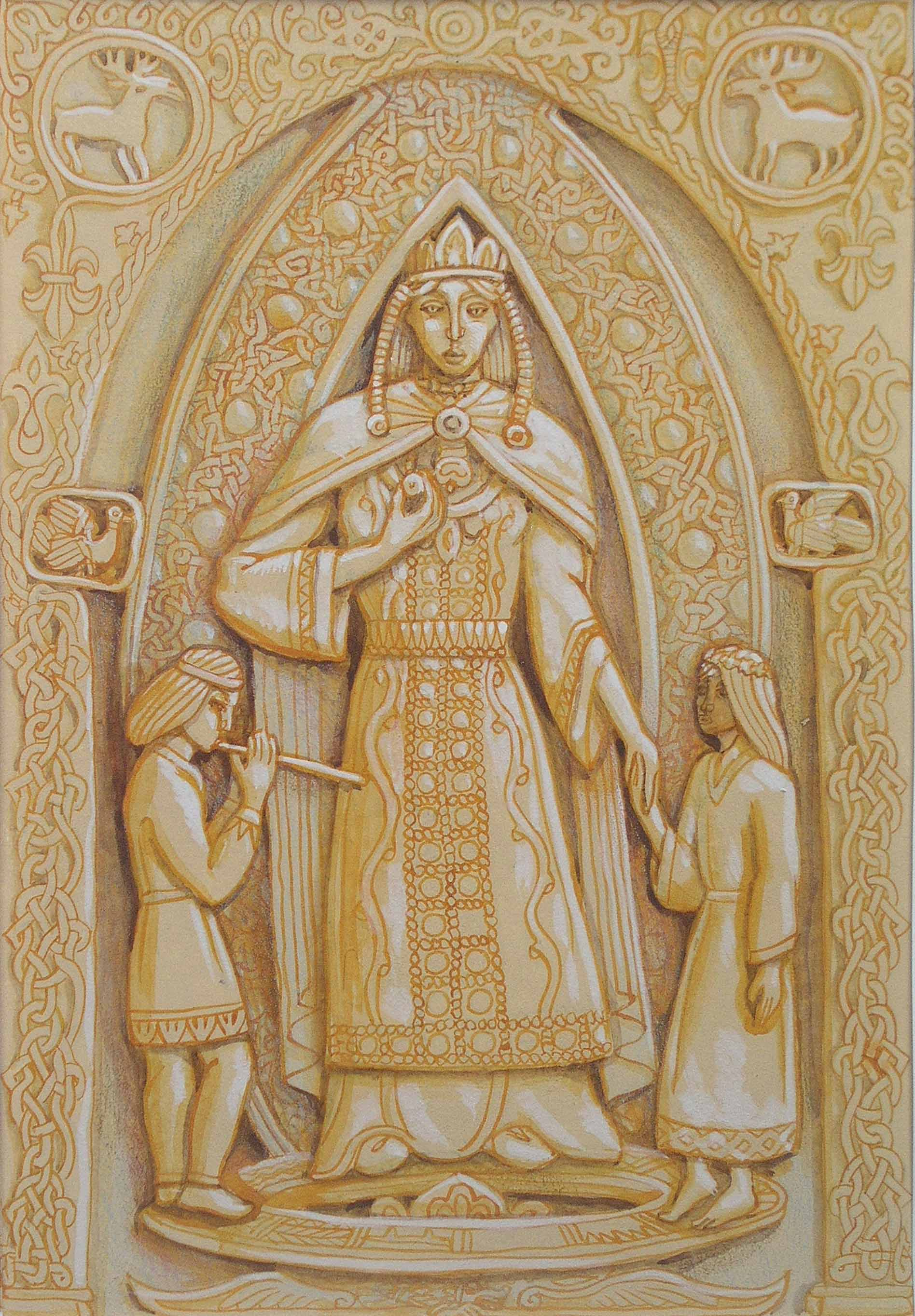
اثری از ماکسیمیلیان پرسنیاکوف به نام "لادا" ("چرخه اسلاو")، در سال ۱۹۹۸ میلادی.

لادا در اساطیر اسلاو و بالتیک، الههٔ باروری و زیبایی است. او همتای زنانهٔ لادو است. این دو، گاه الهه‌های دوقلو هستند و گاه نقش مادر و پسر را ایفا می‌کنند. معمولاً نام لادا و لادو در آهنگ‌های محلی مرتبط با کاشت و برداشت و مراسم عروسی، باهم برده می‌شود. این دو عناوین دیگری شامل حامیان آب، دانه و خورشید نیز دارند که هر یک از این جنبه‌ها نام مجزایی دارد.
پرستش لادو و لادا در قرون پانزدهم تا هجدهم در روسیه برای فصل بهار و موسم باروری متداول بود ولی کلیسای لهستان آن را به عنوان آداب و رسوم پگانیسم ممنوع اعلام کرد. برخی محققان می‌گویند لادا و لادو پرستش نمی‌شدند و تنها اسم‌های ساده‌ای برای قافیه‌سازی بودند ولی آهنگ‌ها و یافته‌های تاریخی خلاف این مطلب را نشان می‌دهند.
ریشهٔ لادا در اساطیر مشخص نیست؛ ممکن است برگرفته از اساطیر نواحی بالتیک، اسکاندیناوی یا اساطیر یونانی لتو یا لدا باشد. همچنین این احتمال وجود دارد که واژه‌های لادا و لادو برگرفته از کلمهٔ لاد به معنی «هماهنگی، صلح و اتحاد» باشد.

## توصیف
لادا ایزدبانوی عشق، زیبایی، جوانی، هارمونی، بهار و نشاط است.  بر طبق افسانه‌ها، او هر سال در لحظه اعتدال بهاری از دنیای زیرزمینی بازگشته، و با خود بهار را می‌آورد. اگرچه دوران حکومت او در ۲۱ مارس هر سال آغاز می‌شود، اما لادا در درجه اول الهه فصل تابستان به‌شمار می‌رود. او در کنار وسنا، ایزدبانوی بهار اسلاوی الهه‌های مرتبط با باروری بودند و اغلب به سختی می‌شد آن‌ها را از هم جدا کرد. حکمرانی این ایزدبانو در فصل بهار آغاز می‌شد، و برای اثبات این مسئله لغت «لادنج»، عنوان دیگری برای ماه آوریل، از نام این ایزدبانو گرفته شده‌است. او معمولاً به شکل زنی جوان با موهایی بلند طلایی، و نماد مادری کامل تصویر می‌شد. او با خود رزهای وحشی حمل می‌کرد و همچنین با عنوان «بانوی گل‌ها» نیز شناخته می‌شد، و گاهی اوقات نماد خورشید، به نشانهٔ قدرت حیات‌بخش روی سینه‌اش به چشم می‌خورد.

## اسطوره

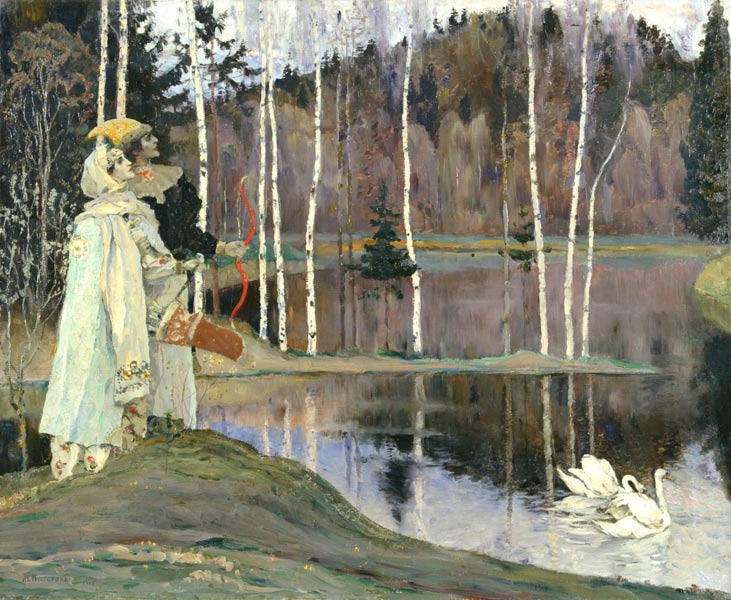
اثری از میخائیل نستروف که لادا و لادو را نشان می‌دهد، ۱۹۰۵ میلادی.

لادا در اساطیر اسلاو، لتونی و لیتوانی الههٔ زیبایی است. الهه‌های دوقلوی لادا و لادو با هم یک جنبه از الوهیت باروری را تشکیل می‌دهند که شبیه به اسطورهٔ یونانی دیونیسوس است. نام جنبه‌های دیگر این دو کوپالو/کوپالا، به عنوان حامیان آب؛ کوسترومو-کوستروبونکو/کوستروما، حامیان دانه؛ و یاریلو/یاریلا، حامیان خورشید، است. هر یک از این جنبه‌ها دارای یک جفت مردانه-زنانه است. از لادا و همتای مردش، لادو، معمولاً باهم نام برده می‌شود. مثلاً در آهنگ‌هایی که توسط گروهی از زنان در طول کاشت و برداشت یا مراسم عروسی خوانده می‌شود، چنین است.
مطابق نظر لیندا جی. ایوانیتس، نویسندهٔ کتاب باورهای عامیانه روس‌ها، لادا در دوران نوسنگی و فرهنگ شکار آن دوره سرچشمه دارد، و در میان مکتوبات خدایان اسلاو پگان و بت‌پرست «به شکل ویژه و اسرارآمیزی باقی مانده‌است». بسته به منابع مختلف، لادا برگرفته از اساطیری همچون الهه‌ای لتونیایی، یا موکوش در اساطیر فینو-اسلاویک، یا الههٔ مادر بزرگ لت‌های شمال (لتونیایی‌ها) و موردوین‌ها دانسته شده‌است. دیگر منابع نیز وی را با لودونا، الههٔ اسکاندیناویایی آتش، اجاق و رمه مرتبط دانسته‌اند.
یک نوشتار قرن هفدهمی از لادا به عنوان مادر لِل و پولِل نامبرده، که با الهه‌های دوقلوی کستور و پولوکس، که فرزندان لدا در اساطیر یونان بوده‌اند، مرتبطند. ارتباط دیگر لدا از الهه‌های دوقلوی لهستانی، زیزیلیا و دیدیلیا، ناشی شده که خدایان عشق و باروری هستند.
برخی از نویسندگان جفت مرد لادو را به عنوان خداوند دنیای مردگان و ازدواج دانسته‌اند. دیوید لیمینگ نوشته‌است که لادا مانند یاریلو، خدای مرگ و احیای مردگان است. در قرن هجدهم ظاهراً لادا نقش الهه مادر به خود گرفته و و در آنجا او و لادو (که همچنین به صورت دیدو یا دیدا  آمده) نقش مادر و فرزند را ایفا می‌کنند. باستان‌شناس شوروی، بوریس ریباکوف، حدس می‌زند که لادا و دخترش لیلا الهه‌های بهار بودند، که نسخه‌ای اسلاوی از الهه‌های یونانی لتو و دخترش آرتمیس، الههٔ شکار، بودند.

## تاریخچه

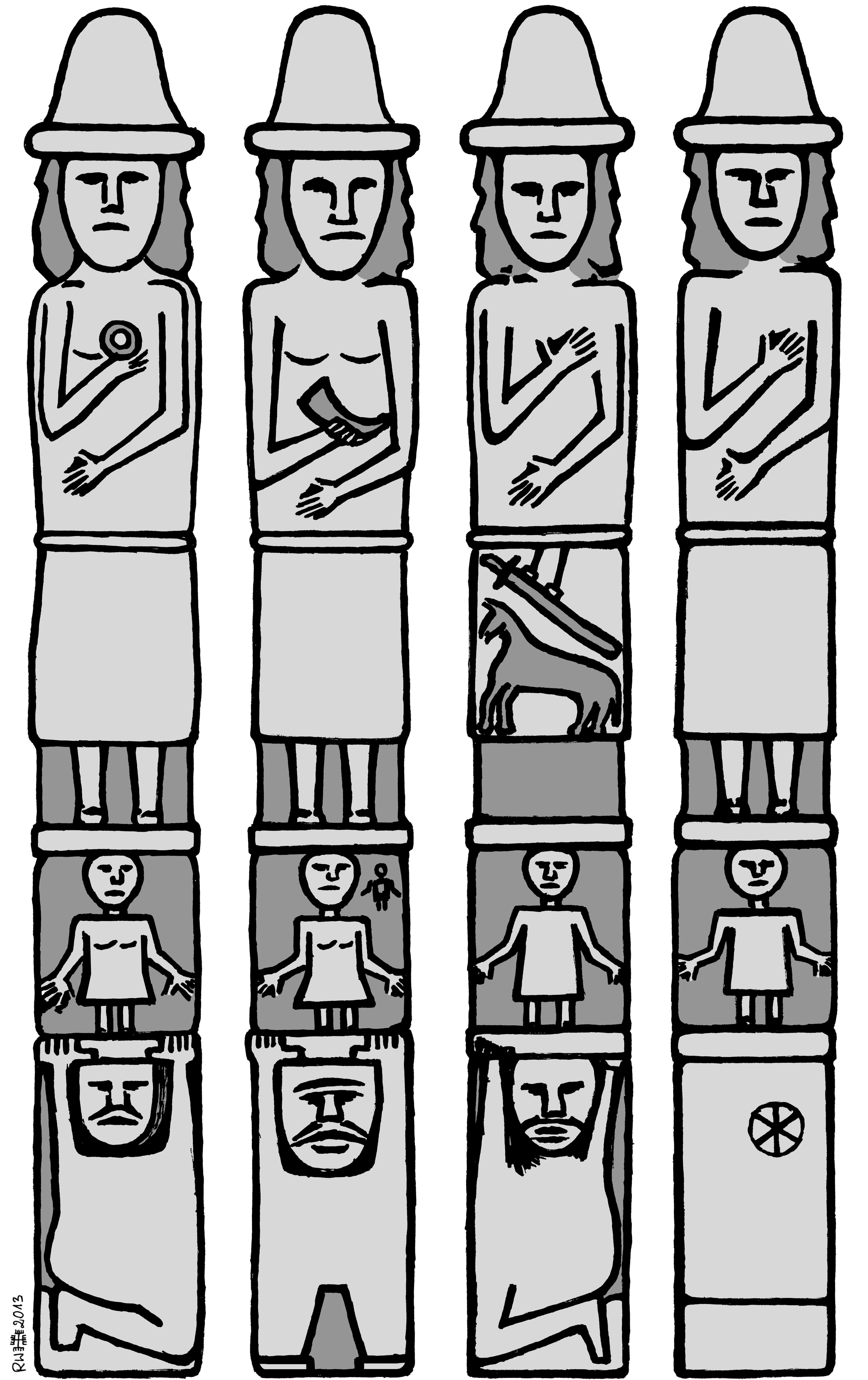
شمایل قرن نهمی بت زبروچ که بوریس ریباکوف، باستان‌شناس روسی، حدس می‌زد در آن زنی که با حلقه‌ای در دستش در سمت چپ ایستاده، لادا باشد.

متون راهبان روسی از قرون پانزدهم تا هجدهم میلادی، به دخترانی اشاره می‌کند که الهه‌ای به نام لادا و خدای نراندامه‌ای به نام لادو را پرستش می‌کنند. پرستش در زمان بهار، مطابق هنگامهٔ استقبال از روسالکا، ارواح آب، و در مزارع و دهکده‌ها برگزار می‌شد. به لادا در سینوپسیس در سال ۱۶۷۴ به عنوان الهه‌ای در زمانهٔ ولادیمیر کبیر اشاره شده، اما نخستین اسناد مرتبط با فرقه‌های پرستش، در قرن پانزدهم هستند که در آن‌ها کلیسای لهستان به‌کارگیری آداب و رسوم پگانیستی را ممنوع اعلام کرد. برای مثال یک پستیل توسط یک پیشوا در دانشگاه کراکوف در حدود سال ۱۴۰۵ چنین قرائت شده‌است:
Hoc deberent advertere hodie in choreis vel in aliis spectaculis nefanda loquentes et in cordibus immunda meditantes, clamantes et nominantes idolorum nomina: Lado, Yassa et attendere an possit referro ad Deum Patrem? Certe non venit ad summum bonum nisi quod bonum [...] Non enim salvatur in hoc nomine Lado, Yassa, Quia, Nia [...] que suntnomina alias ydolorum in Polonia hic cultorum, ut quedam cronice testantur ipsorum Polonorum.
[ترجمه] تا امروز آنان [برای] خدایان‌شان می‌خوانند و می‌رقصد: لادو، یاسسا و دیگران [...] قطعاً به پدر مقدس ارجاع داده نمی‌شوند پس مفهوم مثبتی از این درک می‌شود؟ قطعاً خیر [...] هیچ‌یک از اسامی لادا، یاسا، کویا یا نیا رستگاری را سبب نخواهند شد [...] که اتفاقاً بعضاً خدایانی به همین نام در لهستان پرستش می‌شدند و بعضی از سرگذشت‌نامه‌های لهستان این را تصدیق می‌کنند.
برخی محققان دیگر بیان داشتند که لادا می‌تواند صرفاً یک ترانه و تصنیف فولکلور اسلاوی باشد و اصلاً خدایی با این نام وجود نداشته‌است. هرچند، ترانه‌های مشابهی در میان تمامی فرهنگ‌های اسلاوی و بالتیک، با تعابیری به زبان‌های بومی مانند لادوواتی (در ناحیهٔ ولهینیا، به معنی جشن عروسی) وجود دارند که نشانگر کیش لادا هستند. در آهنگ‌های لیتوانیایی لادا را به صورت «الههٔ بزرگ» و «مادر لادا» می‌خوانند. ویلیام رالستون شیددن-رالستون، محقق و مترجم، در این‌باره می‌گوید:
یکی از نویسندگان پیش‌تر ادعا کرد که لادو و لادا صرفاً دو نام بی‌معنی در ترانه‌های روسی هستند؛ ولی باور کلی چنین است که لادو نام خدای خورشید است، که همتای فریر است و لادا همتای اسلاوی فریجا، الههٔ بهار و عشق، است. در ترانه‌های لیتوانیایی لادا به صورت 'Lada, Lada, dido musu deve!' به معنای «لادا، لادا، الههٔ بزرگ ما!» و با اصطلاح dido، یا «بزرگ» فراخوانده می‌شود، که می‌تواند به شکل Did-Lado، که در آهنگ‌های روسی مرسوم است، درآید [...] در آهنگ‌های مردم روس کلمات لادو و لادا به‌طور مداوم به عنوان معادل یکدیگر مورد استفاده قرار می‌گیرند؛ از سویی برای عاشق، داماد یا شوهر، و از سوی دیگر برای معشوقه، عروس یا همسر.
پس از آن که مسیحی شدن اسلاوها به پایان انجامید، تکریم‌های مختص لادا به مریم مقدس انتقال یافت. مطابق نظر رالستون که می‌گوید:
به این ترتیب است که صرب‌ها او را 'Fiery Mary'، به معنی «مریم آتشین»، می‌نامند و در ترانه‌های خود او را به عنوان خواهر الیاه تندرگر، یعنی پروون [خدای رعد و برق اسلاوی]، می‌خوانند.

## نام‌ها
اسامی لادا و لادو ممکن است مرتبط به کلمه لاد در زبان روسی باشند؛ لاد و لادیت به ترتیب به معنی «هماهنگی» و «برای تبدیل شدن به شرایط خوب با» هستند. جوانا هابز نشان می‌دهد که نقش استقبال از روسالکا در فصل بهار برای طلب باروری طبیعت را زنان جوان برعهده داشتند. با توجه به رالستون، «لاد معنای صلح، اتحاد و هماهنگی دارد؛ همان‌طور که در ضرب‌المثلی می‌گویند «هنگامی که یک زن و شوهر دارای لاد هستند، نیازی به کلاد (به معنی گنج) ندارند».»

## مطالعهٔ بیشتر
- Haase, Felix (1939). Volksglaube und Brauchtum der Ostslaven (به آلمانی). Breslau: Märtin. OCLC 238796104.
- Leeming, David (2003). From Olympus to Camelot: The World of European Mythology. Oxford University Press. p. 130. ISBN 978-0-19-514361-4.
- Strmiska, Michael (2005). Modern Paganism in World Cultures: Comparative Perspectives. Santa Barbara, Calif.: ABC-CLIO. p. 228. ISBN 978-1-85109-608-4.
- Znayenko, Myroslava T. (1980). The Gods of the Ancient Slavs: Tatishchev and the Beginings of Slavic Mythology. Columbus, Ohio: Slavica. ISBN 978-0-89357-074-3.